# فرانسيسكو بالديني
فرانسيسكو بالديني (بالإيطالية: Francesco Baldini) هو لاعب كرة قدم إيطالي في مركزي الدفاع وقلب الدفاع، ولد في 14 مارس 1974 في ماسا في إيطاليا. شارك مع منتخب إيطاليا تحت 21 سنة لكرة القدم. أما مع النوادي، فقد لعب مع نادي بيروجيا ونادي جنوى ونادي ريجينا ونادي لوغانو ونادي لوكيزي ونادي نابولي ونادي يوفنس/دوغانا ويوفنتوس.